# Wilmer Cabarcas
Wilmer Cabarcas, né le 15 septembre 1994, est un joueur de futsal international vénézuélien.
Wilmer Cabarcas joue au Tigres Futsal avant de rejoindre le Caracas FC en 2017 avec qui il remporte le championnat dès la première année et participe à la Copa Libertadores. En 2019, il traverse l'océan Atlantique et rejoint le Nantes MF où il fait partie des meilleurs buteurs du championnat dès son arrivée.
Wilmer Cabarcas est sélectionné en équipe du Venezuela de futsal, notamment lors de la Copa América 2017.

## Biographie

### En club
Début 2017, Wilmer Cabarcas rejoint le Caracas Futsal Club. Il permet au club de battre le Trotamundos de Carabobo lors du cinquième match de la série finale (3-1). Son équipe remporte la Liga Superior de Futbol Sala pour la seconde fois consécutive. Avec le CFC, Wilmer dispute ensuite la Copa Libertadores,.
Pour la saison 2019-2020, Cabarcas arrive en France et s'engage avec le Nantes Métropole Futsal. Après les huit premières journées de Division 1, il a déjà inscrit treize buts. À l'arrêt du championnat à cause de la pandémie de Covid-19, l'international vénézuélien est en tête du classement des buteurs avec 17 réalisations et cinq passés décisives en quinze matchs. Malgré plusieurs sollicitations, il reste au club la saison suivante. 

### En équipe nationale
En mars 2017, le pivot est sélectionné en équipe du Venezuela de futsal pour la Copa América en Argentine.

## Style de jeu
À son arrivée au Nantes MF, son futur entraîneur Fabrice Gacougnolle déclare : « C’est un joueur offensif polyvalent, spécialisé comme pivot mais qui peut aussi jouer sur les côtés. Il possède un sens du but remarquable et une très bonne frappes des deux pieds ».